# 鄭君
鄭 君（てい くん）は項羽の将。鄭 栄（てい えい）ともいう。項羽の死後、漢には出仕せず在野の士として義侠を貫く。文帝期に没する。淮陽郡陳県の出身。

## 楚漢戦争期
楚漢戦争期における鄭君の動向については、項羽の将であったこと、「君」の名号で呼ばれていたこといがいは詳細に欠く。『新唐書』宰相世系表の記述では、春秋時代の鄭の公室にルーツをもつ鄭栄という名がみえ鄭君と称したとある。当時の記録に散見する地方の有力者とみてよい。項羽の死後、漢に帰属する。

## 漢高帝期
漢王劉邦が皇帝位に就いた高祖五年(前202年)、高祖はそれまで項羽に仕えていた人材を諸官に起用しようとして、また彼らの帰順の軽重をはかろうとして詔を下す。「旧主を項籍と呼ぶようにせよ」　籍は項羽の本名(諱)である。臣下が主君の本名を呼び捨てるのはほんらい非礼にあたる。高祖は項籍と呼んだ旧臣にたいしては大夫の爵位(秦漢二十等爵制の第5等)を授け官位をあたえる。しかし鄭君はただひとりこれを拒み、都から追放された。この一件で鄭君は遊侠の間に名を高めた。後裔に史書に立伝される鄭当時がいる。

## 参照
- 『史記』列伝60 汲鄭列伝
- 『漢書』巻50 張馮汲鄭伝
- 『新唐書』宰相世系表5上(巻75上) 鄭氏